# Slag bij Dry Wood Creek
De Slag bij Dry Wood Creek vond plaats op 2 september 1861 in Vernon County, Missouri tijdens de Amerikaanse Burgeroorlog. Deze slag is ook bekend als de Slag bij Big Dry Wood Creek of de Slag van de Ezels. Dankzij deze overwinning slaagden de Zuidelijken erin om de vallei van de Missouri onder controle te houden.

## Achtergrond
Na de overwinning van de Missouri State Guard onder leiding van generaal-majoor Sterling Price in de Slag bij Wilson's Creek, bezetten de Zuidelijken Springfield. Daarna trok Price met 6.000 slecht bewapende soldaten op om Fort Scott in Kansas te veroveren. Senator kolonel James H. Lane stuurde een Noordelijke cavalerie-eenheid op pad om de bewegingen van Price te traceren.

## De slag
Lane's cavalerie vonden de Zuidelijken bij Big Dry Wood Creek op ongeveer 20 km van Fort Scott. Lane voerde een verrassingsaanval uit, maar de numerieke sterkte van de Zuidelijken was doorslaggevend. Na een strijd van ongeveer twee uur trokken de Noordelijken zich terug naar het fort en lieten daarbij hun ezels achter. Deze ezels werden gebruikt voor de bagage en voorraden van de cavaleristen en gaf ook een van de namen aan de slag. Lane slaagde erin om het fort te behouden. Daarna trok hij zich terug naar Kansas City. De Zuidelijken trokken verder op naar Lexington. Op hun opmars rekruteerden ze nieuwe soldaten.
De Noordelijken verloren 14 soldaten. De Zuidelijken hadden 4 doden en 16 gewonden te betreuren.